# Loveade
«Loveade» es una canción grabada por el grupo de chicas de Corea del Sur Viviz para su segundo EP Summer Vibe. Fue lanzado como el sencillo principal del EP por BPM Entertainment el 6 de julio de 2022.

## Antecedentes y lanzamiento
El 23 de junio de 2022, BPM Entertainment anunció que Viviz lanzaría su segunda obra extendida titulada Summer Vibe el 6 de julio. Tres días después, se publicó la lista de canciones y se anunció «Loveade» como sencillo principal. El teaser del vídeo musical fue lanzado el 4 y 5 de julio.

## Composición
«Loveade» fue escrita, compuesta y arreglada por Deez (Soultriii & Amplified) y Saay (Soultriii) junto con Hwang Yu-bin para la letra. Se describió como una canción dance-pop con «vibra funky y retro» con letras que «comparan el amor de dos personas con un ade refrescante». «Loveade» fue compuesta en clave de do sostenido mayor con un tempo de 114 latidos por minuto.

## Rendimiento comercial
«Loveade» debutó en el número 191 en Circle Digital Chart de Corea del Sur en la edición de listas del 10 al 16 de julio de 2022. En sus listas de componentes, la canción debutó en el número 18 en Circle Download Chart, y en el número 113 en Circle BGM Chart en la edición de la lista del 3 al 9 de julio de 2022.
Tras el lanzamiento de Summer Vibe, Viviz realizó una presentación en vivo el mismo día para presentar el juego extendido y su canción, incluida «Loveade», y para comunicarse con sus fans. Posteriormente, el grupo actuó en cuatro programas de música en la primera semana: M Countdown de Mnet el 7 de julio, Music Bank de KBS el 8 de julio, Music Core el 9 de julio, e Inkigayo de SBS el 10 de julio. En la segunda y última semana de promoción, el grupo actuó en cinco programas musicales: The Show de SBS MTV el 12 de julio, M! Countdown el 14 de julio, Music Bank el 15 de julio, Show! Music Core el 16 de julio, e Inkigayo el 17 de julio.

## Posicionamiento en listas
| Gráfico (2022)                       | Mejor posición | Ref.  |
| ------------------------------------ | -------------- | ----- |
| Corea del Sur (Circle Digital Chart) | 191            | [ 8 ] |

## Historial de lanzamiento
| País          | Fecha              | Formato                         | Sello             |
| ------------- | ------------------ | ------------------------------- | ----------------- |
| Corea del Sur | 6 de julio de 2022 | CD, Descarga digital, streaming | BPM Entertainment |